# KRTAP23-1
KRTAP23-1 (англ. Keratin associated protein 23-1) – білок, який кодується однойменним геном, розташованим у людей на довгому плечі 21-ї хромосоми. Довжина поліпептидного ланцюга білка становить 65 амінокислот, а молекулярна маса — 6 892.
| 10         |  | 20         |  | 30         |  | 40         |  | 50         |
| ---------- |  | ---------- |  | ---------- |  | ---------- |  | ---------- |
| MSYNCCCGNF |  | SSHSCEGYLC |  | YSGYSRGGSS |  | YPSNLVYSTE |  | PLISQHLPAG |
| FLSLQGLSGD |  | LLGNP      |  |            |  |            |  |            |

A: Аланін

C: Цистеїн

D: Аспарагінова кислота

E: Глутамінова кислота

F: Фенілаланін

G: Гліцин

H: Гістидин

I: Ізолейцин

L: Лейцин

M: Метіонін

N: Аспарагін

P: Пролін

Q: Глутамін

R: Аргінін

S: Серин

T: Треонін

V: Валін